# Distretto di Turtkul
Il distretto di Turtkul è uno dei 14 distretti della Repubblica autonoma del Karakalpakstan, in Uzbekistan. Il capoluogo è Turtkul.